# Loro Boriçi
Loro Boriçi (ur. 4 sierpnia 1922 roku w Szkodrze, zm. 25 kwietnia 1984 r.) – albański piłkarz, grający między innymi w S.S. Lazio.

## Życiorys
Był kapitanem reprezentacji Albanii w 1949 roku. Zadebiutował w 1937, w klubie Vllaznia Szkodra, potem występował także w Spartaku Tirana i Partizani Tirana, z którym zdobył mistrzostwo Albanii w 1954 roku. W latach 1941–42 grał we włoskim klubie SS Lazio. Jego nazwiskiem nazwano stadion  w Szkodrze - Loro Boriçi Stadion, zbudowany w 2001 roku.
Przez władze Albanii został uhonorowany orderem im. Naima Frasheriego 1 kl. i tytułem Zasłużonego Mistrza Sportu.